# Swetlana Iwanowna Kotschkurkina

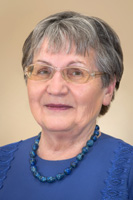
Swetlana Iwanowna Kotschkurkina

Swetlana Iwanowna Kotschkurkina (russisch Светлана Ивановна Кочкуркина; * 16. April 1940 in Denov, Usbekische Sozialistische Sowjetrepublik) ist eine sowjetisch-russische Prähistorikerin.

## Leben
Kotschkurkina studierte an der Staatlichen Universität Petrosawodsk mit Spezialisierung auf Geschichte. Nach dem Abschluss 1962 mit Auszeichnung wurde sie im Sektor Geschichte des Instituts für Sprache, Literatur und Geschichte des Karelischen Wissenschaftszentrums der Akademie der Wissenschaften der UdSSR (AN-SSSR) in Petrosawodsk eingesetzt.
Nach der Aspirantur am Institut für Archäologie der AN-SSSR in Moskau verteidigte Kotschkurkina 1969 mit Erfolg ihre Dissertation über die Kurgane des Ladogasee-Gebiets für die Promotion zur Kandidatin der Geschichtswissenschaften.
Kotschkurkinas Forschungsschwerpunkte wurden die sozioökonomischen und kulturellen geschichtlichen Entwicklungen der Karelier, Wepsen und Russen in Karelien. Als Leiterin archäologischer Expeditionen erforschte sie die Festung Olonez, das Dreifaltigkeitskloster auf der Bolschoi-Klimezki-Insel im Onegasee und weitere Klöster, Kurgane und Wallburgen in Karelien und in den Oblasts Leningrad und Wologda.
Ab 1984 leitete Kotschkurkina den Sektor Archäologie des Instituts für Sprache, Literatur und Geschichte des Karelischen Wissenschaftszentrums und auch das Archäologische Museum des Karelischen Wissenschaftszentrums. Sammlungsgegenstände des Museums sind im Petrosawodsker Nationalmuseum Kareliens, in der St. Petersburger Eremitage und in Museen in Kuopio, Olonez und Sortawala ausgestellt. 1985 verteidigte sie ihre Doktor-Dissertation über das alte Korela mit Erfolg für die Promotion zur Doktorin der Geschichtswissenschaften.

## Ehrungen, Preise
- Verdiente Wissenschaftlerin der Karelischen Autonomen Sozialistischen Sowjetrepublik (1990)[1]
- Verdiente Wissenschaftlerin der Russischen Föderation (2001)[1]
- Medaille des Verdienstordens für das Vaterland II. Klasse (2011)[8]
- Sampo-Preis der Republik Karelien (2015)[9]